# Centro de Cultura e Desporto O Desportivo de Ronfe
O Centro de Cultura e Desporto O Desportivo de Ronfe é um clube de futebol de Portugal sediada na cidade de Ronfe, em Guimarães e fundado em 2006.
Os seus jogos em casa são disputados no Estádio do Desportivo de Ronfe, inaugurado em 2009.

## História
O Desportivo de Ronfe, fundado em 2006, veio suceder ao clube extinto Juventude de Ronfe.

Em 2025 o Parque Desportivo de Ronfe passou a ter a denominação de Complexo João Machado, sócio fundador e um dos principais impulsionadores da construção do complexo desportivo.